# 河本圭代
河本 圭代（かわもと たまよ、1963年10月15日- ）は日本の作曲家、編曲家。TAMAYO名義で知られ、主にゲームやアニメ音楽を手がける。

## 来歴
大学卒業後にカプコンに入社し、『大魔界村』など多くのアーケードゲームで作曲を担当。クレジットではGOLDEN、TAMASAN等の名前を使用している。
1990年、タイトーに移籍しサウンド開発部門「ZUNTATA」に所属。1994年に手がけた『レイフォース』で、ゲームの大ヒットと共に一躍脚光を浴びる。
2000年代中頃にタイトーを退社し、以降はフリーランスとして活動。

## 人物
河本はサイトロンウェブシティとのインタビューの中でYMOに影響を受けたことを仄めかしており、『シムーン』『マッドピエロ』といった初期の作品を気に入っていたと述べている。『ソンソン』を作っていた当時は、曲を素早くたくさん作り、その中から良いものを採用するという手法をとっていた。

## 作品

### ゲーム

#### カプコン在籍時
- ひげ丸
- ソンソン
- 戦場の狼
- エグゼドエグゼス
- セクションZ
- アレスの翼
- ラッシュ&クラッシュ
- 必殺無頼拳
- ブラックドラゴン
- 虎への道（一部担当）
- 大魔界村
- ロストワールド
- ラストデュエル
- 麻雀学園
- 1943改（一部担当）
- マルサの女
- ポンピングワールド
- アドベンチャークイズ カプコンワールド（一部担当）
- 麻雀学園2 学園長の復讐

#### タイトー在籍時
- クイズH.Q.
- サイドエフェクト
- ゆうゆのクイズでGO!GO!
- ヴァーテクサー
- バブルシンフォニー（サウンドアドバイザー）
- シティダイバー（未発売）
- ガメラ2000（ムービーパート）
- きらめきスターロード
- ガラクタ名作劇場 ラクガキ王国
- 幻蒼大陸オーレリア
- サイキックフォースパズル大戦
- the FEAR
- 武刃街（ムービーのみ）
- マキシモ（ムービーのみ）
- レーシングビート
- レイシリーズ
  - レイフォース
  - レイストーム
  - レイクライシス

#### フリーランス
- サンダーフォースVI（一部担当）
- ひぐらしのなく頃に絆
- Fit Boxing 2 -リズム&エクササイズ-（一部担当）
- R-GEAR

### アニメ
- ナイトウィザード The ANIMATION

### その他

#### PAOZ
- アジアに雪が降る/Ceramic Heart

#### 個人名義作品
- ZUNTATA RARE SELECTION Vol.2 10cm四方の青空
- Ray'z PREMIUM BOX -BEYOND-
- かっぱまきマキ（河童たまよ名義）
- ICHI[3]

### 映画
- 押切 OSHIKIRI
- 首吊り気球（一部担当）

## BETTA FLASH
2005年に限定生産されたCD-BOX『Ray'z PREMIUM BOX -BEYOND-』収録の、新規制作オリジナルCGムービー「BEYOND」の書き下ろしBGMに、ボーカリストのCyuaをフィーチャー。その後CyuaをボーカルとしたユニットBETTA FLASHを結成する。
2006年10月にジュノ・リアクター来日イベントのオープニングアクトを務め、2007年 - 2008年にゲームミュージックのライブイベント『EXTRA』に出演。2008年にはJapan Expoにも参加するなど、ライブ活動を行っている。
2020年5月3日、BETTA FLASH公式YouTubeチャンネルを開設。過去の楽曲に、TAMAYOのコメントを添えてアップロードしている。

### 作品

#### シングル
- Erinyes（2007年11月21日、5pb.）
  1. Erinyes
    - テレビアニメ『ナイトウィザード The ANIMATION』エンディングテーマ

  2. 6th body
    - PlayStation 2用ゲーム『ナイトウィザード The VIDEO GAME 〜Denial of the World〜』オープニングテーマ
- 鳳舞 (feng wu)（2008年10月13日、配信限定）
  1. 鳳舞 (feng wu)
    - SEGAプロジェクトSTGイメージソング[4]

  2. 鳳舞 (feng wu) Inst. Ver.
- 玄 -CR牙狼魔戒戦閃騎鋼Ver-
  - パチンコ機『CR牙狼魔戒閃騎鋼』書き下ろしアレンジ
- 清漣 -CR牙狼魔戒戦閃騎鋼Ver-
  - パチンコ機『CR牙狼魔戒閃騎鋼』書き下ろしアレンジ
- Rule -CR牙狼魔戒戦閃騎鋼Ver-
  - パチンコ機『CR牙狼魔戒閃騎鋼』書き下ろしアレンジ
- Kaoru -CR牙狼魔戒戦閃騎鋼Ver-（2012年3月29日、無料配信）
  - パチンコ機『CR牙狼魔戒閃騎鋼』エンディング導入曲

#### アルバム
- BETTA FLASH（2008年2月20日）
  1. Nazaree
  2. BETTA FLASH
  3. HORIZON
  4. A Four-Dimensional Smile
  5. AGATA
- 牙狼×BETTA FLASH
  - パチンコ機『CR牙狼魔戒閃騎鋼』オリジナルサウンドトラック

  1. 清漣 -オリジナル Ver-
  2. 玄 -オリジナル Ver-
  3. Kaoru -オリジナル Ver-
  4. Rule -オリジナル Ver-
- BETTA FLASH2（2013年5月20日）
  1. 斬ル!
  2. 彼方 -KANATA-
  3. 魔戒決戦牙王スペシャルエンディング
  4. Nipponia Nippon 〜Pachinko mix〜
- つむぎ―生きとし生けるもののために―（2017年2月25日、自主製作）
  - 東京ゲーム音楽ショー2017限定頒布[5]

  1. SACRAMENT
  2. 百萬願 〜a million wishes〜
  3. fire colors
- WATER LILY（2018年2月24日、自主製作）
  - 東京ゲーム音楽ショー2018にて頒布[6]

  1. WATER LILY
  2. Future
  3. Everything Is For You
- 言霊の幸はふ国（2019年2月23日、自主製作）
  - 東京ゲーム音楽ショー2019にて頒布[7]

  1. HIMOROGI -神蘺-
  2. 風日祈 -KAZUNAMIYA-
  3. 言霊の幸はふ国
- 在る日の歌（2020年2月15日、自主製作）
  - 東京ゲーム音楽ショー2020限定頒布[8]

  1. tink.
  2. 天空のマリア -V.M in the sky-
  3. 零月 REI-GETSU
- 鳳舞 -Feng Wu- Japanese Lyrics（2021年3月6日、自主製作）
  - 東京ゲーム音楽ショー2021にて頒布[9]

  1. 鳳舞 -Feng Wu- Japanese Lyrics
  2. 鐘朧 -Zhong Long- Japanese Lyrics
  3. 鳳舞 -Feng Wu- (Karaoke)
  4. 鐘朧 -Zhong Long- (Karaoke)
- 愛も恋もLOVE（2022年3月5日、自主製作）
  - 東京ゲーム音楽ショー2022限定頒布[10]

  1. NANPU -南風-
  2. 悲しみのQ
  3. 愛も恋もLOVE -Love and Love are Love-

#### その他
- Candy bomb
  - ZUNTATA25周年記念アルバム『COZMO』提供曲